# Fidelia ornata
Fidelia ornata är en biart som först beskrevs av Cockerell 1932.  Fidelia ornata ingår i släktet Fidelia och familjen buksamlarbin. Inga underarter finns listade i Catalogue of Life.